# Lepidostoma recinum
Lepidostoma recinum är en nattsländeart som beskrevs av Donald G. Denning 1954. Lepidostoma recinum ingår i släktet Lepidostoma och familjen kantrörsnattsländor. Inga underarter finns listade i Catalogue of Life.